# كعب بن جعيل
كعب بن جُعيل بن قُمَير بن عُجرة ابن ثعلبة بن عوف بن مالك التغلبي، وفي سلسلة نسبه اختلاف. هو شاعر إسلامي، ويُقال مخضرم، من الشعراء المُفلقين «في أول الإسلام، وهو أقدم من الأخطل والقطامي، وقد لحقا به وكانا معه، وهو شاعر معاوية بن أبي سفيان وأهل الشام، يمدحهم ويرد عنهم ويرثي موتاهم… وشهد مع معاوية (صِفِّين) وفخر بذلك في أشعاره».
ويُقال: إنه غضب على قومه بني تغلب فهجاهم، ثم ندم على ذلك فقال:
وكان بينه وبين الأخطل مهاجاة، ويُقال: هو الذي أطلق لقب «الأخطل» عليه، ومما هجاه به الأخطل:
ومن شعر كعب في الغزل:
وعلى شهرة كعب ومنزلته الكبيرة بين الشعراء فإن ديوان شعره لم يصل إلينا، ولم يُجمَع شعرُه بعد.
أما زمن ولادته ووفاته فإن المصادر لم تشر إليه، ولم تحدد مكان وفاته.